# Campionati europei di atletica leggera 2016 - 3000 metri siepi maschili
La specialità dei 3000 metri siepi maschili ai campionati europei di atletica leggera di Amsterdam 2016 si è svolta il 6 e 8 luglio 2018 all'Olympisch Stadion.

## Programma
| Data          | Ora   | Evento         |
| ------------- | ----- | -------------- |
| 6 luglio 2016 | 17:55 | Qualificazione |
| 8 luglio 2016 | 21:25 | Finale         |

Ora locale (UTC+2).

## Risultati

### Qualificazione
I primi cinque atleti di ogni gruppo (Q) e quelli con i migliori 5 tempi (q) si qualificano in finale.
| Class | Gruppo | Nome                        | Nazione       | Tempo   | Note |
| ----- | ------ | --------------------------- | ------------- | ------- | ---- |
| 1     | 1      | Mahiedine Mekhissi-Benabbad | Francia       | 8:31.42 | Q    |
| 2     | 1      | Krystian Zalewski           | Polonia       | 8:31.50 | Q    |
| 3     | 1      | Sebastián Martos            | Spagna        | 8:31.98 | Q,   |
| 4     | 1      | Rob Mullett                 | Gran Bretagna | 8:32.06 | Q    |
| 5     | 1      | Ole Hesselbjerg             | Danimarca     | 8:32.17 | Q    |
| 6     | 1      | Abdoullah Bamoussa          | Italia        | 8:32.54 | q,   |
| 7     | 2      | Aras Kaya                   | Turchia       | 8:33.11 | Q    |
| 8     | 1      | Hakan Duvar                 | Turchia       | 8:33.13 | q,   |
| dq    | 2      | Jamel Chatbi                | Italia        | 8:33.25 | Q    |
| 10    | 2      | Yoann Kowal                 | Francia       | 8:33.51 | Q    |
| 11    | 2      | Fernando Carro              | Spagna        | 8:33.69 | Q,   |
| 12    | 2      | Kaur Kivistik               | Estonia       | 8:33.94 | Q,   |
| 13    | 1      | Abdelaziz Merzoughi         | Spagna        | 8:34.34 | q    |
| 14    | 1      | Emil Blomberg               | Svezia        | 8:34.81 | q,   |
| 15    | 2      | Yuri Floriani               | Italia        | 8:34.82 | q    |
| 16    | 1      | Tom Erling Kårbø            | Norvegia      | 8:42.72 |      |
| 17    | 2      | Jeroen D'Hoedt              | Belgio        | 8:42.75 |      |
| 18    | 1      | Tarık Langat Akdağ          | Turchia       | 8:43.81 |      |
| 19    | 2      | Mitko Tsenov                | Bulgaria      | 8:45.55 |      |
| 20    | 2      | Bjørnar Ustad Kristensen    | Norvegia      | 8:54.73 |      |
| 21    | 2      | Elmar Engholm               | Svezia        | 8:55.21 |      |
| 22    | 2      | Djilali Bedrani             | Francia       | 8:57.27 |      |
| 23    | 1      | Tomas Cotter                | Irlanda       | 9:08.82 |      |
| 24    | 1      | Noam Ne'eman                | Israele       | 9:15.80 |      |
| -     | 2      | Jakob Dybdal Abrahamsen     | Danimarca     | dnf     |      |
| -     | 2      | Vadym Slobodenyuk           | Ucraina       | dnf     |      |

### Finale
La finale è stata vinta dal francese Mahiedine Mekhissi-Benabbad.
| Class   | Nome                        | Nazione       | Tempo   | Note                          |
| ------- | --------------------------- | ------------- | ------- | ----------------------------- |
| Oro     | Mahiedine Mekhissi-Benabbad | Francia       | 8:25.63 |                               |
| Argento | Aras Kaya                   | Turchia       | 8:29.91 | Miglior prestazione personale |
| Bronzo  | Yoann Kowal                 | Francia       | 8:30.79 |                               |
| 4       | Sebastián Martos            | Spagna        | 8:31.93 | Miglior prestazione personale |
| dq      | Jamel Chatbi                | Italia        | 8:32.43 |                               |
| 5       | Rob Mullett                 | Gran Bretagna | 8:33.29 |                               |
| 6       | Kaur Kivistik               | Estonia       | 8:33.75 | Miglior prestazione personale |
| 7       | Abdoullah Bamoussa          | Italia        | 8:35.35 |                               |
| 8       | Yuri Floriani               | Italia        | 8:35.94 |                               |
| 9       | Fernando Carro              | Spagna        | 8:40.73 |                               |
| 10      | Ole Hesselbjerg             | Danimarca     | 8:42.27 |                               |
| 11      | Hakan Duvar                 | Turchia       | 8:44.03 |                               |
| 12      | Emil Blomberg               | Svezia        | 8:48.98 |                               |
| 13      | Abdelaziz Merzoughi         | Spagna        | 8:51.37 |                               |
| -       | Krystian Zalewski           | Polonia       | dns     |                               |